# Кальфун, Франк
Франк Анж Кальфун (9 марта 1968, Париж) — французский кинорежиссёр

, сценарист и актёр.

## Жизнь и творчество
Родился в семье алжирца и француженки. Уже в юности стал выступать как танцор в шоу-программах одного из парижских театров. Впервые начал сниматься в кино в 1992 году, в триллере режиссёра Александра Аркади «Закон мафии», в котором также был помощником режиссёра. В 1994 году также снимается в одной из ролей второго плана на французском телевизионном канале Canal+ в фильме «Орёл и конь». Первой серьёзной ролью в кино для Кальфуна становится Х в спортивной драме Олиаса Барко «Максимальный экстрим». В том же году он снимается во французском триллере «Кровавая жатва». Во время работы над этим фильмом Кальфун подружился с режиссёром Александром Ажа, сыном А.Аркади, и продюсером картины Грегори Левассёром. Они предложили Франку заняться режиссурой готовящегося к производству фильма ужасов Парковка (2006). Совместно с Левассёром он пишет также и сценарий этого кинофильма.
В 2007 году Кальфун и Ажа переезжают в США и здесь, в Лос-Анджелесе, Кальфун открывает «Индепендент-театр». Через 2 года он переселяется в Нью-Йорк и создаёт компанию по производство рекламных роликов и музыкальных клипов. Работает также как фотограф при своей фирме для различных ВИП-клиентов (Busta Rhymes, Erick Sermon). В конце 2009 года Кальфун вновь занимается режиссёрской работой, на этот раз над триллером «Поворот с Тахо», производство которого финансирует совместно с актёром Кьюбой Гудингом-младшим и Харви Кейтелем. Снимается также в роли шерифа Грина в фильме ужасов Александра Ажа «Пираньи 3D». В августе 2011 года кинокомпания Warner Bros. приглашает Франка Кальфуна режиссёром на съёмки фильма ужасов «Маньяк», начатые Александром Ажа. В 2017 году на экраны выходит снятый им фильм «Ужас Амитивилля: Пробуждение».

## Фильмография (избранное)

### как режиссёр
- 2007 Парковка (Р2)
- 2009 Сбиться с пути (Wrong Turn at Tahoe)
- 2012 Маньяк (Maniac)
- 2017 Ужас Амитивилля: Пробуждение (Amitywille: The Awakening)
- 2019 Добыча (Prey)

### как сценарист
- 2007 Парковка (Р2)
- 2017 Ужас Амитивилля: Пробуждение (Amitywille: The Awakening)
- 2019 Добыча (Prey)

### как актёр
- 1992 День расплаты 2 (Le Grand pardon II)
- 2003 Максимальный экстрим (Snowboarder)
- 2003 Кровавая жатва (Haute Tension)
- 2007 Парковка (Р2)
- 2010 Пираньи (Рiranha 3D)
- 2012 Маньяк (Maniac)
- 2016 Лоурайдеры (Lowriders)

## Дополнения
- Кальфун, Франк (англ.) на сайте Internet Movie Database